# Béthonvilliers (Eure-et-Loir)
Béthonvilliers è un comune francese di 145 abitanti situato nel dipartimento dell'Eure-et-Loir nella regione del Centro-Valle della Loira.
Il territorio comunale ospita la sorgente del fiume Ozanne.

## Società

### Evoluzione demografica
Abitanti censiti